# Vasasszonyfa
Vasasszonyfa község Vas vármegyében, a Szombathelyi járásban. Kisasszonyfalva és Nagyasszonyfalva egyesítéséből jött létre 1937-ben, neve 1939-ig Asszonyfalva volt. Nevét onnan kapta, hogy a középkorban a királyné birtoka volt.

## Fekvése
Szombathelytől 10 kilométerre északkeletre fekszik, a Surányi-patak mellett, a Gyöngyös-sík északnyugati részén.
A szomszédos települések: észak felől Tömörd, északkelet felől Meszlen, délkelet felől Salköveskút, délnyugat felől Söpte, északnyugat felől pedig Kőszegpaty. Közigazgatási területe nyugat felől pontszerűen érintkezik Pusztacsó keleti határszélével.

### Megközelítése
Legfontosabb közúti megközelítési útvonala a 8639-es út, ezen érhető el déli irányból, Szombathely felől és északról, Csepreg irányából is. Salköveskúttal a 8643-as út köti össze, közigazgatási határszélét északon érinti még a 8636-os út is.
Vasútvonal nem érinti, a legközelebbi vasúti csatlakozási lehetőséget a Sopron–Szombathely-vasútvonal Salköveskút-Vassurány megállóhelye kínálja, mintegy 3 kilométerre délkeletre.

## Története
A község területén avar település volt, melynek temetőjét feltárták. A leletek a kultúrházban rendezett kiállításon láthatók.
1284-ben Ozun, 1286-ban Oschun, 1342-ben Ozzun, 1359-ben Azunfalwa, 1392-ben Azonfolwa, 1428-ban Azzonfalwa néven említik. Nevéből ítélve a középkorban királynéi birtok volt. 1428-ban részben a Rumy család, részben Kőszeg várának birtoka. 1549-ben 23 adózó portája volt. 1600 körül épült Nagyboldogasszonynak szentelt temploma. 1698-ban Kisasszonyfalva 144, Nagyasszonyfalva 178 lakossal rendelkezett. 1787-ben Kisasszonyfalvának 167, Nagyasszonyfalvának 257 lakosa volt.

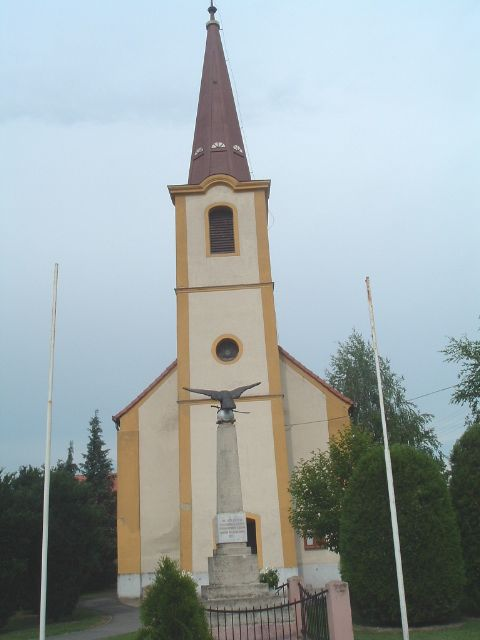
A római katolikus templom

Vályi András szerint "Kis Aszszonyfa. Magyar falu Vas Vármegyében, birtokosai Rosti, és más Uraságok, lakosai katolikusok, fekszik az előbbenitöl nem meszsze. Határbéli síkon fekvő földgyei termékenyek, réttyei jók, fája elég, eladásra is jó módgya, első Osztálybéli."
"Nagy Aszszonyfa. Magyar falu Vas Vármegyében, földes Ura Hertzeg Eszterházy Uraság, lakosai katolikusok, fekszik a’ Kőszegi Uradalomban. Határbéli földgye termékeny, tája, legelője elég, eladása Köszögön, és Szombathelyen, réttye szűken, első Osztálybéli."
Fényes Elek szerint "Kis-Asszonyfa, magyar falu, Vas vgyében, 206 kath. lak. F. u. Szegedy Károly. Kőszeghez 1/2 óra.
"  "Nagy-Asszonyfa, magyar falu, Vas vármegyében, 284 kath., 4 evang. lak. F. u. b. Eszterházy.
"
Vas vármegye monográfiájában "Kis-Asszonyfa, magyar község 36 házzal és 293 r. kath. és ág. ev. lakossal. Postája Szombathely, távírója Acsád. Földesura azelőtt a Rumy -család volt, e század elejétől pedig a Szegedyek ."
"Nagy-Asszonyfa régi nemesi község. Házainak száma 47, a lakosoké 358. Népe magyar és vallása r. kath. és ág. ev. Postája Szombathely, távírója Acsád. Kath. temploma 1600 körül épült. Földesura herczeg Eszterházy volt."

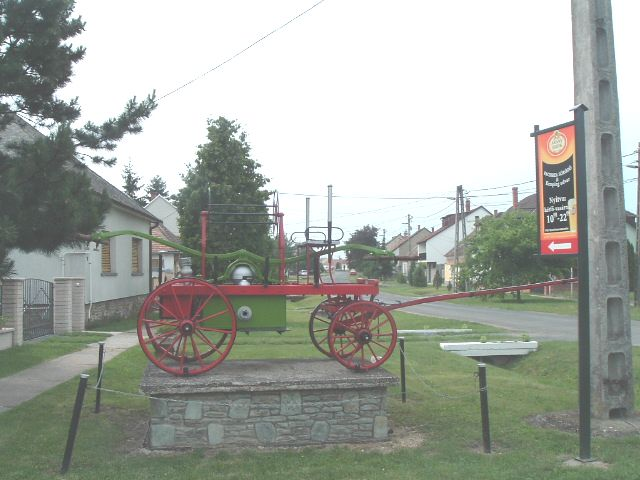
Nagyasszonyfalva főutcája, a Széchenyi utca, a 8639-es út felől nézve

A mai községet 1937-ben hozták létre Kisasszonyfalva (1570: Kys-Azzonfalwa) és Nagyasszonyfalva (1648: Nagy-Azzonyfalua) községek egyesítésével.
1910-ben Kisasszonyfalvának 330, Nagyasszonyfalvának 392 lakosa volt.

## Közélete

### Polgármesterei
- 1990–1994: Desits József (független)[9]
- 1994–1998: Desits József (független)[10]
- 1998–2002: Desits József (független)[11]
- 2002–2006: Desits József (független)[12]
- 2006–2010: Desits József (független)[13]
- 2010–2014: Desits József (független)[14]
- 2014–2019: Desits József (független)[15]
- 2019–2024: Katavics András (független)[16]
- 2024– : Pál Andrea (független)[1]

## Népesség
A település népességének változása:
| Lakosok száma | 373  | 379  | 386  | 376  | 402  | 397  | 431  |
|               | 2013 | 2014 | 2015 | 2021 | 2022 | 2023 | 2024 |

A 2011-es népszámlálás során a lakosok 89,2%-a magyarnak, 1,7% németnek, 0,6% horvátnak, 0,3% szlováknak mondta magát (9,9% nem nyilatkozott; a kettős identitások miatt a végösszeg nagyobb lehet 100%-nál). A vallási megoszlás a következő volt: római katolikus 79,8%, református 0,8%, evangélikus 1,7%, görögkatolikus 0,3%, felekezet nélküli 3,6% (12,2% nem nyilatkozott).
2022-ben a lakosság 87,6%-a vallotta magát magyarnak, 1,5% németnek, 0,5% cigánynak, 0,2-0,2% szerbnek, görögnek és bolgárnak, 0,7% egyéb, nem hazai nemzetiségűnek (11,7% nem nyilatkozott; a kettős identitások miatt a végösszeg nagyobb lehet 100%-nál). Vallásuk szerint 55,2% volt római katolikus, 2,2% evangélikus, 1,2% református, 0,5% görög katolikus, 1,5% egyéb keresztény, 0,2% egyéb katolikus, 4,5% felekezeten kívüli (33,8% nem válaszolt).

## Nevezetességei
- A Nagyboldogasszony tiszteletére szentelt római katolikus temploma 1600 körül épült.